# ファビオ・カブラル
ファビオ・カブラル（Favio Cabral 、2001年2月5日 - ）は、アルゼンチン・ブエノスアイレス州ビジャ・ドミニコ出身のプロサッカー選手。タジェレス所属。ポジションは、フォワード。

## クラブ歴
2019年5月、タジェレスとプロ契約を結んだ。2020年1月26日、1-4で敗れたアウェーのデフェンサ・イ・フスティシア戦でプロデビューを果たした。